# Shojista Nazarova
Shojista Nazarova (24 de abril de 1999) es una deportista uzbeka que compite en judo. Ganó dos medallas de bronce en el Campeonato Asiático de Judo, en los años 2022 y 2024.

## Palmarés internacional
| Campeonato Asiático | Campeonato Asiático    | Campeonato Asiático | Campeonato Asiático |
| Año                 | Lugar                  | Medalla             | Categoría           |
| ------------------- | ---------------------- | ------------------- | ------------------- |
| 2022                | Nursultán (Kazajistán) | Medalla de bronce   | –70 kg              |
| 2024                | Hong Kong (China)      | Medalla de bronce   | –70 kg              |